# Тверска област
Тверска област е субект на Руската федерация, влизаща в състава на Централния федерален окръг. Площ 84 201 km2 (38-о място по големина в Руската Федерация, 0,49% от нейната площ). Население на 1 януари 2018 г. 1 283 873 души (37-о място в Руската Федерация, 0,87% от нейното население). административен център град Твер. Разстояние от Москва до Твер 167 km.

## Историческа справка
На територията на Тверска област са разположени едни от най-старите руски градове. Най-старият е град Торопец, който възниква през 1074 г. През ХІІ в. възникват градовете: Бежецк (1137 г.), Торжок (1139 г.) и Твер (1180 г.). През ХІІІ в. – Зубцов и Ржев (1216 г.), Кашин (1238 г.) и Старица (1297 г.). През ХІV в. – Бели (1359 г.). През ХVІІІ в. за градове са утвърдени селищата: Вишний Волочок и Осташков (1770 г.), Калязин (1775 г.), Весегонск и Красни Холм (1776 г.). Останалите 9 града в областта са признати за такива през ХХ в. През 1796 г. е създадена Тверска губерния, която просъществува до 1928 г., когато е поделена между новосъздадените Московска област и Западна област. На 20 януари 1931 град Твер е преименуван на град Калинин, а на 29 януари 1935 г. от части на Московска област и Западна област е създадена Калининска област. На 17 юли 1990 г. е възстановено старото име на град Калинин – град Твер, а заедно с него е преименувана и Калининска област на Тверска област.

## Географска характеристика

### Географско положение, граници, големина
Тверска област се намира в централната част на Европейска Русия. На запад граничи с Псковска област, на северозапад – с Новгородска област, на север – с Вологодска област, на изток – с Ярославска област, на югоизток – с Московска област и на юг – със Смоленска област. В тези си граници заема площ от 84 201 km2 (38-о място по големина в Руската Федерация, 0,49% от нейната площ).

### Релеф
Областта е разположена в централната част на Източноевропейската равнина, като релефът е предимно равнинен. Западните части са заети от Валдайското възвишение с височини 200 – 300 m и повече. На юг от него са разположени високите (250 – 340 m) моренни равнини – Белско възвишение, където в близост до село Починок, Фировски район се намира максималната височина на областта – 349,6 m. На югозапад се намира Западнодвинската низина с редуващи се нискохълмисти верижни възвишения и зандрови равнини. Източната част на областта има по-равнинен релеф. Тук преминава пояс от моренни равнини. Пониженията (Вишневолоцка, Средномоложка и Верхнемоложка низини) се редуват с издигнати (до 200 – 250 m) моренни пояси (Илини гори, Торжковски, Вишневолоцки и Лихославълски пояси, Бежецки Верх, Овинищенско възвишение) и долините на реките Волга, Тверца и Молога. На югоизток е разположена Верхневолжката низина (100 – 150 m) покрай двата бряга на Волга и по долните течения на реките Тверца, Шоша и Медведица.

### Климат
Климатът е умереноконтинентален, но поради удължеността на областта от югозапад на североизток континенталността му нараства. Средна януарска температура от -8,5 °C на югозапад до -10,5 °C на североизток и съответна средна юлска температура от 17 °C до 18 °C. Годишно количество на валежите е 550 – 750 mm. Западната част на областта се отличава с малко по-мека зима и повишено овлажняване. Продължитилнжстто но вегетационния период (минимална денонощна температура 5 °C) е 120 – 133 денонощия.

### Води
На територията на Тверска област протичат над 800 реки (с дължина над 10 km) с обща дължина около 17 хил.km и те принадлежат към три водосборни басейна: на река Волга (около 90% от територията на областта), вливаща се Каспийско море, а останалите 10% принадлежат към водосборните басейни на реките Нева и Западна Двина, вливащи се в Балтийско море. Основна река в областта е Волга, която води началото си от Осташковски район и протича с част от горното си течение на протежение от 685 km. Нейни основни притоци са: леви – Селижаровка, Тма, Тверца, Медведица, Кашинка, Молога; десни – Вазуза, Шоша, Нерл. Към басейна на река Нева принадлежи река Мста, която протича в северозападната част на областта с част от горното си течение и се влива в езерото Илмен. На запад и югозапад протича река Западна Двина с част от горното си течение, заедно с левия си приток Межа. Реките се характеризират с малък наклон и ниска скорост на течението. Имат смесено подхранване с преобладаване на снежното. За тях е характерно високо пролетно пълноводие.
На територията на Тверска област са разположени над 3500 езера и изкуствени водоеми с обща площ около 1850 km2, като половината от тях са площ по-голяма от 10 дка. На запад и северозапад широко са разпространени ледниковите езера и значително количество речни (преградни) езера. Срещат се още карстови и крайречни езера, разположени по заливните тераси на по-големите реки. Най-голямото езеро в Тверска област е Селигер, а други по-големи са: Стерж, Вселуг, Пено, Волго, Кафтино, Сит, Великое, Верестово, Шлино и други. Много от естествените езера са изкуствено преградени и са превърнати във водохранилища. Най-големите изкуствени водоеми са Верхневолжкото, Иванковското, Рибинското и Угличкото водохранилища по река Волга, Шлинското и Вишневолоцкото водохранилища в басейна на река Мста и Вазузкото водохранилище на река Вазуза. Блатата и заблатените земи заемат 4653 km2, 5,53% от територията на областта. Тук са разположени две от най-големите блатни системи в Европа – Верхневолжкия водно-блатен комплекс в басейна на Волга и Жарковско-Свитската блатна система в басейна на Западна Двина.

### Почви, растителност, животински свят
Преобладават ливадно-подзолисти, подзолисти и подзолисто-торфените почви. По моренните валове са предимно каменисто-пясъчни и пясъчни, а в района на Валдайското възвишение и по зандровите равнини са предимно песъчливи, торфено-подзолисти, а на места и блатни почви.
Горските масиви заемат около 3 млн. ха (36% от територията на областта), като най-залесени (50 – 70%) са югозападните и северозападни райони на областта. Запасите от дървен материал се оценяват на над 300 млн. m3. Над половината от горите са иглолистни (бор, смърч), но широко са разпространени и широколистни видове (бреза, осика), като на места се срещат дъб и липа. Ливадите и пасищата заемат около 2 млн. ха и са разпространени основно по долините на реките.
Животинския свят е представен от типични за горите видове: лос, сърна, кафява мечка, вълк, лисица, множество видове птици (тетерев, глухар, бяла и сива гъска, дива патица). Реките и езерата са богати на различни видове риби.

## Население
На 1 януари 2018 г. населението на Тверска област наброява 1 283 873 души (37-о място в Руската Федерация, 0,87% от нейното население). Гъстота 15,25 души/km2. Градско население 74,1%. При преброяването на населението на Руската Федерация етническият състав на областта е бил следния: руснаци 1 172 007 (93,4%), украинци 15 707 (1,2%), арменци 8222 (0,7%), карели 7394 (0,6%).

## Административно териториално деление
В административно-териториално отношение Тверска област се дели на 9 областни градски окръга, 34 муниципални района, 23 града, в т.ч. 5 града с областно подчинение (Вишний Волочок, Кимри, Ржев, Твер и Торжок) и 18 града с районно подчинение и 28 селища от градски тип, в т.ч 2 сгт с особен статут.
| Административна единица | Площ (km2) | Население (2018 г.) | Административен център | Население (2018 г.) | Разстояние до Твер (в km) | Други градове и сгт с районно подчинение            |
| ----------------------- | ---------- | ------------------- | ---------------------- | ------------------- | ------------------------- | --------------------------------------------------- |
| Областни градски окръзи |            |                     |                        |                     |                           |                                                     |
| 6. Вишний Волочок       | 54         | 47 732              | гр. Вишний Волочок     | 47 732              | 119                       |                                                     |
| 14. Кимри               | 44         | 45 504              | гр. Кимри              | 45 504              | 133                       |                                                     |
| 4. Озьорни              | 199        | 10 603              | сгт Озьорни            | 10 603              | 172                       |                                                     |
| 24. Осташковски         | 3199       | 21 994              | гр. Осташков           | 16 318              | 190                       |                                                     |
| 27. Ржев                | 56         | 59 804              | гр. Ржев               | 59 804              | 130                       |                                                     |
| 24. Солнечни            | ?          | 2122                | сгт Солнечни           | 2122                | 194                       |                                                     |
| 10. Твер                | 152        | 419 363             | гр. Твер               | 419 363             |                           |                                                     |
| 33. Торжок              | 59         | 46 031              | гр. Торжок             | 46 031              | 61                        |                                                     |
| 35. Удомелски           | 2476       | 37 678              | гр. Удомля             | 28 669              | 225                       |                                                     |
| Муниципални райони      |            |                     |                        |                     |                           |                                                     |
| 1. Андреаполски         | 6051       | 11 122              | гр. Андреапол          | 7259                | 286                       |                                                     |
| 2. Бежецки              | 2827       | 32 999              | гр. Бежецк             | 21 728              | 130                       |                                                     |
| 3. Белски               | 2135       | 5509                | гр. Бели               | 3268                | 294                       |                                                     |
| 4. Бологовски           | 2399       | 34 723              | гр. Бологое            | 21 425              | 164                       | Куженкино                                           |
| 5. Весегонски           | 2047       | 11 353              | гр. Весегонск          | 6280                | 253                       |                                                     |
| 6. Вишневолоцки         | 3389       | 23 465              | гр. Вишний Волочок     |                     | 119                       | Красноармейски                                      |
| 7. Жарковски            | 1625       | 4828                | сгт Жарковски          | 3237                | 350                       |                                                     |
| 8. Западно Двински      | 2816       | 13 740              | гр. Западна Двина      | 8249                | 321                       | Старая Торопа                                       |
| 9. Зубцовски            | 2167       | 16 078              | гр. Зубцов             | 6373                | 146                       |                                                     |
| 10. Калинински          | 4158       | 49 407              | гр. Твер               |                     |                           | Василевски Мох, Орша, Суховерково                   |
| 11. Калязински          | 1671       | 20 257              | гр. Калязин            | 13 025              | 350                       |                                                     |
| 12. Кашински            | 2010       | 25 055              | гр. Кашин              | 14 475              | 150                       |                                                     |
| 13. Кесовогорски        | 962        | 7774                | сгт Кесова Гора        | 3758                | 181                       |                                                     |
| 14. Кимриски            | 2514       | 11 971              | гр. Кимри              |                     | 133                       | Бели Городок                                        |
| 15. Конаковски          | 2115       | 83 670              | гр. Конаково           | 39 345              | 82                        | Изоплит, Козлово, Новозавидовски, Радченко, Редкино |
| 16. Краснохолмски       | 1496       | 10 386              | гр. Красни Холм        | 5234                | 175                       |                                                     |
| 17. Кувшиновски         | 1874       | 14 161              | гр. Кувшиново          | 9161                | 133                       |                                                     |
| 18. Лесной              | 1633       | 4713                | с. Лесное              | 1666                | 214                       |                                                     |
| 19. Лихославълски       | 1781       | 27 020              | гр. Лихославъл         | 11 790              | 41                        | Калашниково                                         |
| 20. Максатихински       | 2766       | 14 908              | сгт Максатиха          | 7769                | 117                       |                                                     |
| 21. Молоковски          | 1180       | 4132                | сгт Молоково           | 1892                | 203                       |                                                     |
| 22. Нелидовски          | 2632       | 26 154              | гр. Нелидово           | 19 400              | 276                       |                                                     |
| 23. Оленински           | 2675       | 11 814              | сгт Оленино            | 4829                | 235                       |                                                     |
| 25. Пеновски            | 2385       | 6113                | сгт Пено               | 3715                | 247                       |                                                     |
| 26. Рамешковски         | 2510       | 15 501              | сгт Рамешки            | 4167                | 64                        |                                                     |
| 27. Ржевски             | 2747       | 11 580              | гр. Ржев               |                     | 130                       |                                                     |
| 28. Сандовски           | 1603       | 5573                | сгт Сандово            | 3143                | 248                       |                                                     |
| 29. Селижаровски        | 3098       | 11 857              | сгт Селижарово         | 6031                | 189                       |                                                     |
| 30. Сонковски           | 970        | 8151                | сгт Сонково            | 3842                | 160                       |                                                     |
| 31. Спировски           | 1497       | 11 231              | сгт Спирово            | 5866                | 86                        |                                                     |
| 32. Старицки            | 3005       | 23 093              | гр. Старица            | 7872                | 77                        |                                                     |
| 33. Торжокски           | 3128       | 22 087              | гр. Торжок             |                     | 61                        |                                                     |
| 34. Торопецки           | 3373       | 18 451              | гр. Торопец            | 12 092              | 332                       |                                                     |
| 36. Фировски            | 1747       | 8092                | сгт Фирово             | 2083                | 223                       | Великооктябърски                                    |

|  | Тази страница частично или изцяло представлява превод на страницата „Административно-террриториальное деление Тверской области“ в Уикипедия на руски. Оригиналният текст, както и този превод, са защитени от Лиценза „Криейтив Комънс – Признание – Споделяне на споделеното“, а за съдържание, създадено преди юни 2009 година – от Лиценза за свободна документация на ГНУ. Прегледайте историята на редакциите на оригиналната страница, както и на преводната страница, за да видите списъка на съавторите. ВАЖНО: Този шаблон се отнася единствено до авторските права върху съдържанието на статията. Добавянето му не отменя изискването да се посочват конкретни източници на твърденията, които да бъдат благонадеждни. |

## Селско стопанство
Отглеждат се фуражни и зърнени култури; картофи и зеленчуци, както и лен.
| хиляди хектара | 1675 | 1475,2 | 1223,7 | 905,1 | 688,9 | 633,1 | 534,4 |